# Championnats de France de pétanque 2011
Navigation
Édition précédente Édition suivante
Les championnats de France de pétanque 2011 est une édition des championnats de France de pétanque. 

## Présentation
Cette compétition constitue la 66e édition du triplette sénior masculin, la 42e édition du doublette sénior masculin, la 46e édition du tête à tête sénior masculin, la 9e édition du triplette sénior féminin, la 36e édition du doublette sénior féminin, la 19e édition du doublette sénior mixte, la 55e édition du triplette junior, la 43e édition du triplette cadet, la 28e édition du triplette minime et la 17e édition du triplette vétéran. Elle se déroule à Soustons (Landes) du 25 au 26 juin 2011 pour le triplette sénior masculin ; à Rennes (Ille-et-Vilaine) du 16 au 17 juillet 2011 pour le doublette sénior masculin ; à Brive (Corrèze) du 11 au 12 juin 2011 pour le tête à tête sénior masculin et doublette sénior féminin ; à Fos-sur-Mer (Bouches-du-Rhône) du 10 au 11 septembre 2011 pour le triplette sénior féminin ; à Strasbourg (Bas-Rhin) du 9 au 10 juillet 2011 pour le doublette sénior mixte ; à Beaucaire (Gard) du 27 au 28 août 2011 pour le triplette junior, cadet et minime ; et à Canéjan (Gironde) du 17 au 18 septembre 2011 pour le triplette vétéran.

## Palmarès
| Catégorie                   | Vainqueur(s)                                        | Finaliste(s)                                         |
| --------------------------- | --------------------------------------------------- | ---------------------------------------------------- |
| Triplette sénior masculin   | James Darodes, Jérémy Darodes et Christophe Sévilla | Farid Brekar, Elie Hoffman et Vincent Reinard        |
| Doublette sénior masculin   | Stéphane Robineau et Dylan Rocher                   | Romain Fournie et Christophe Sarrio                  |
| Tête à tête sénior masculin | Christophe Sévilla                                  | Kévin Philipson                                      |
| Triplette sénior féminin    | Anaïs Lapoutge, Nelly Peyré et Pascale Pontac       | Josiane Bordelais, Téophanie Descas et Evane Sejean  |
| Doublette sénior féminin    | Marie-Christine Virebayre et Ludivine d'Isidoro     | Florence Schopp et Angélique Colombet                |
| Doublette sénior mixte      | Fabienne Stocker et Kévin Lellouche                 | Leïla Bekrar et Aziz Farouk                          |
| Triplette junior            | Mendy Rocher, Baptiste Rousseau et Alexandre Vielle | Thomas Le Pavoux, Raphaël Miranda et Peter Ribet     |
| Triplette cadet             | Maxime Drouillet, Boris Watrin et Justine Watrin    | Adrien Puchades, Antoine Rival et Loic Rivollier     |
| Triplette minime            | Alexandre Augier, Vincent Azevedo et François Gomez | Alexis Gabillaut, Jennifer Goffinet et Lucas Gublain |
| Triplette vétéran           | Claude Devini, François Garnero et Claude Marin     | Alain Chenard, Alain Coiffard et Claude Som          |

En Italique : Féminine